# Santa Maria da Feira
Santa Maria da Feira (uttal: [ˈsɐ̃tɐ mɐˈɾiɐ dɐ ˈfɐjɾɐ]
 ( lyssna)) är en stad och kommun i norra Portugal, 26 km söder om Porto och 33 km norr om Aveiro.
Staden är ett stort industri- och exportcentrum. Kommunen har också en viktig jordbruksproduktion och djurskötsel.
Staden har 19 792 invånare (2021) och en yta på 23 km². Den är huvudorten i Santa Maria da Feira-kommunen, vilken ingår i Aveiro-distriktet, och är också en del av Área Metropolitana do Porto.
Kommunen har 139 309 invånare (2020) och en yta på 215 km². Den består av 21 kommundelar (freguesias).

## Bilder

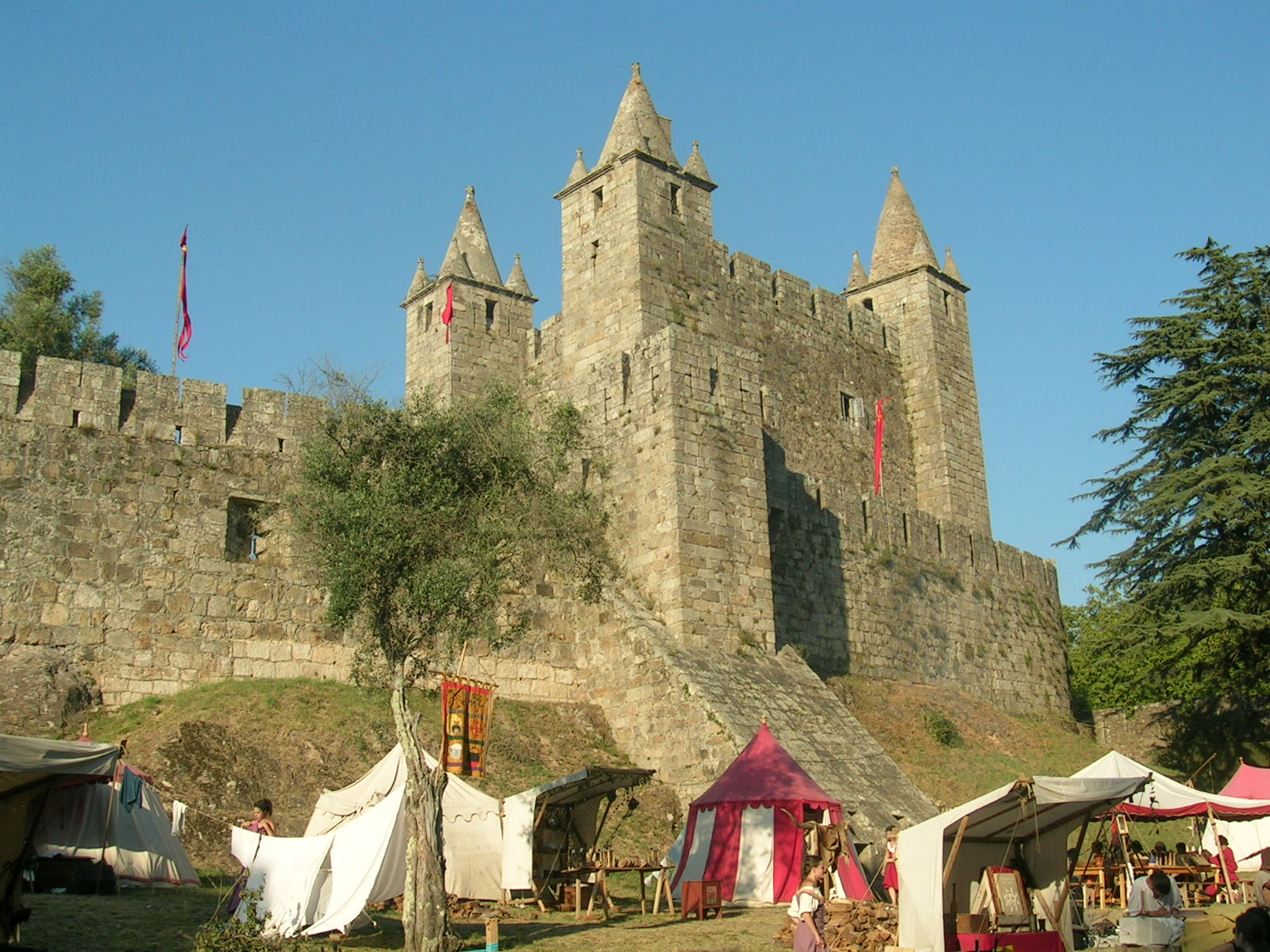
Fästning Castelo de Santa Maria da Feira, från romartiden och medeltiden
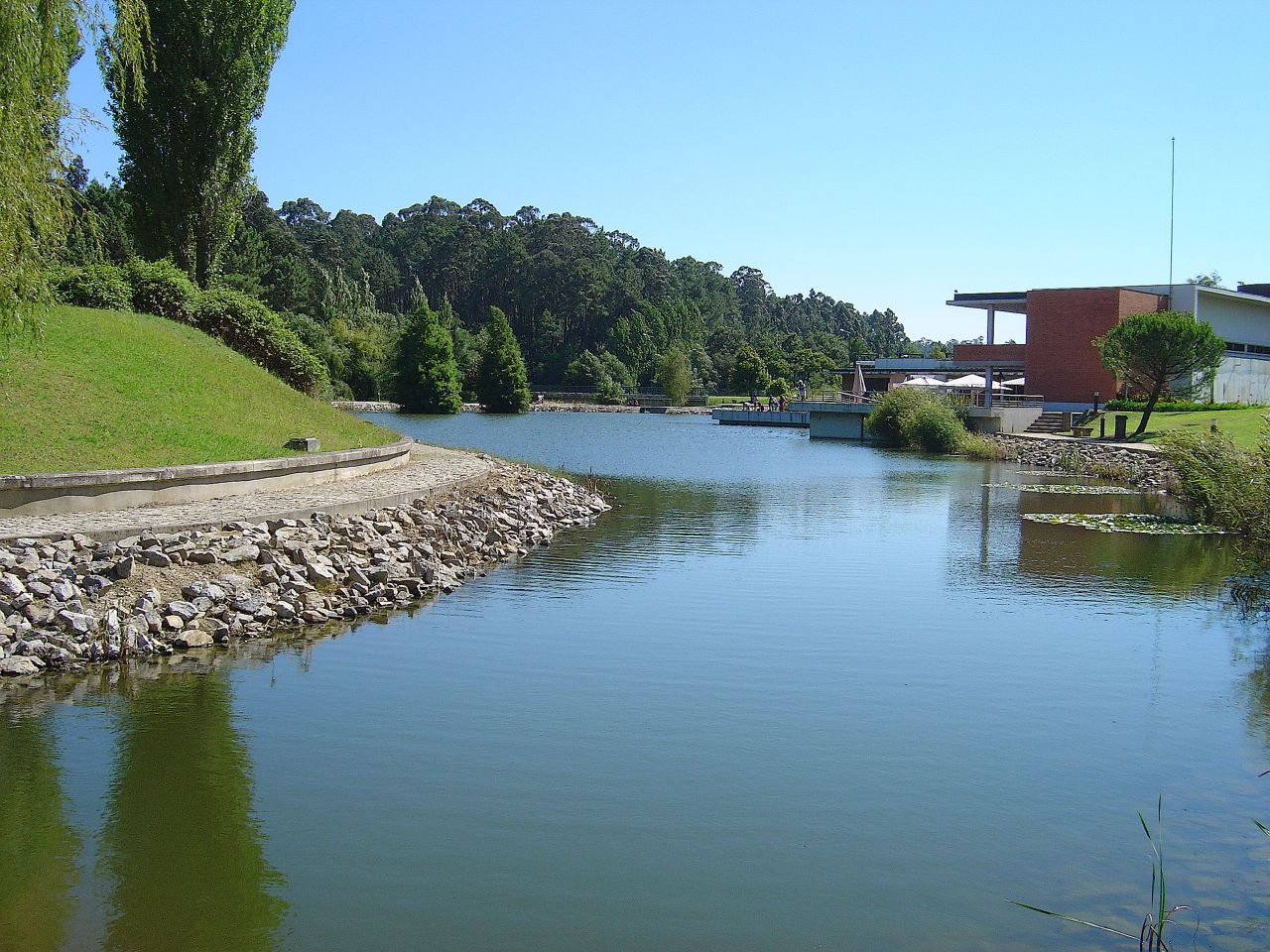
Kongressanläggningen Europarque
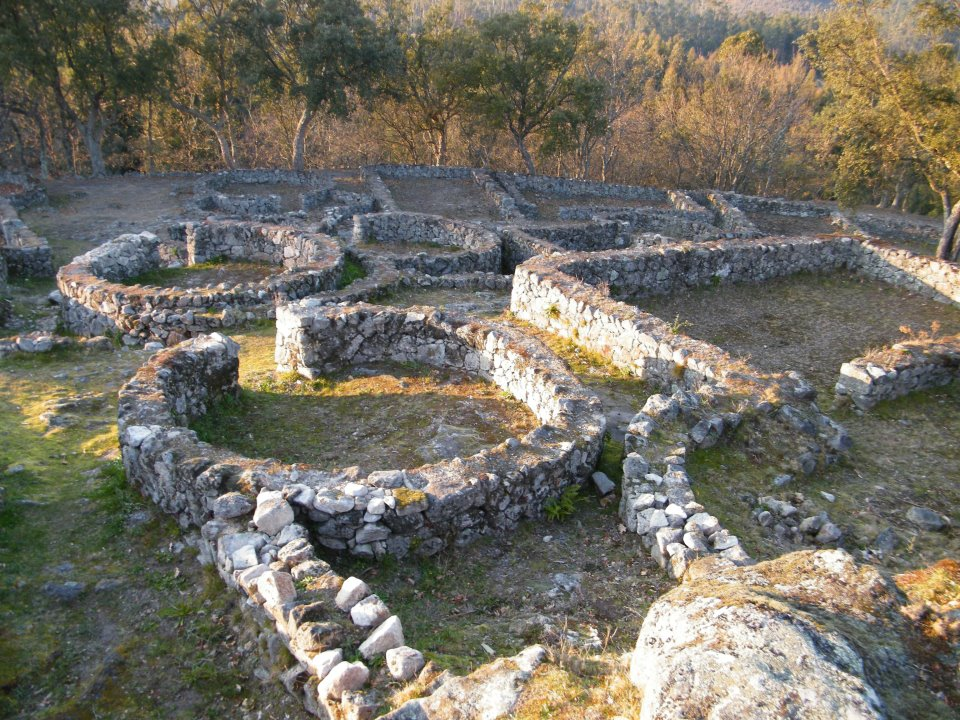
Fästningsborgen Castro de Romariz (400-talet f.Kr.)
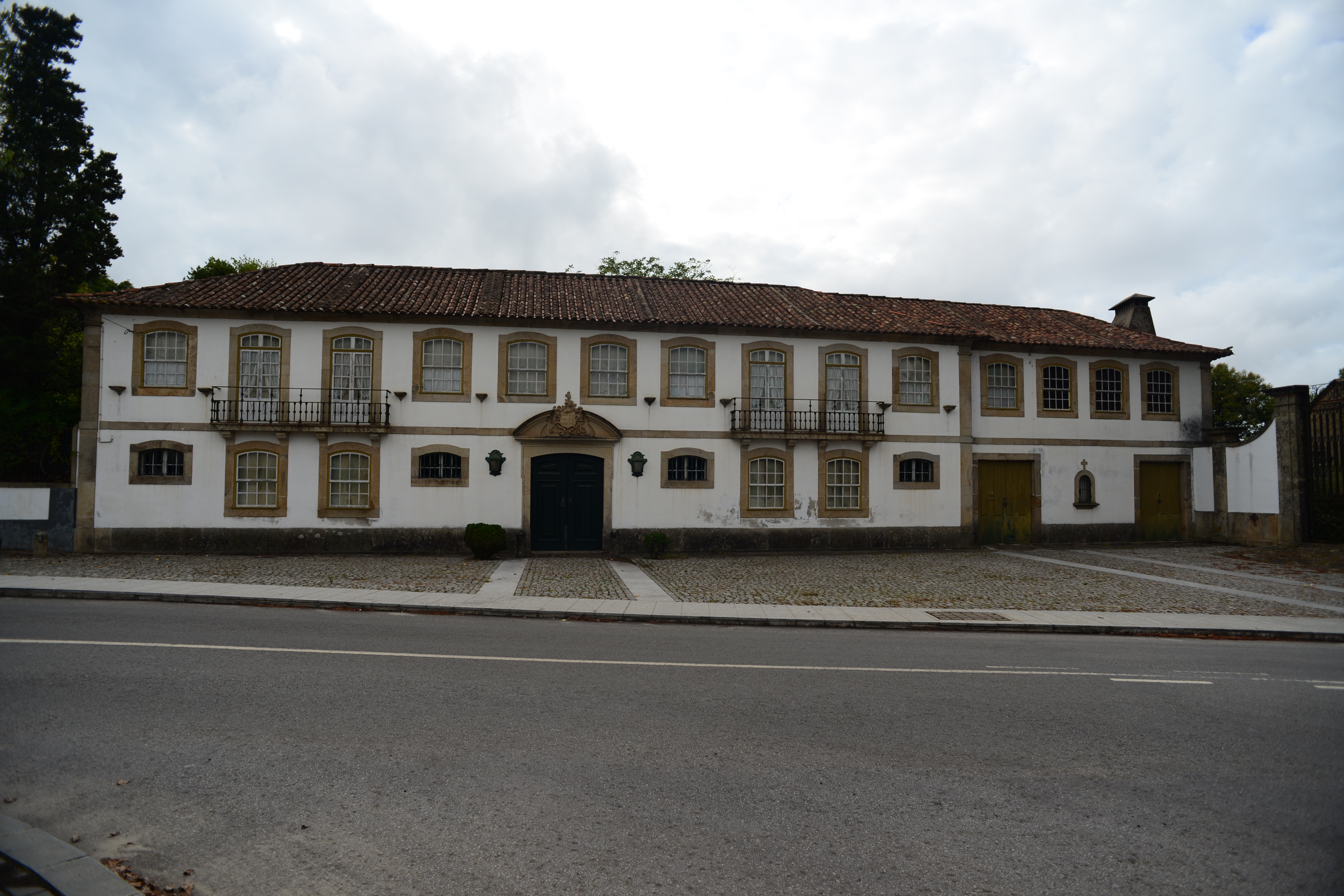
Huset Casa da Portela
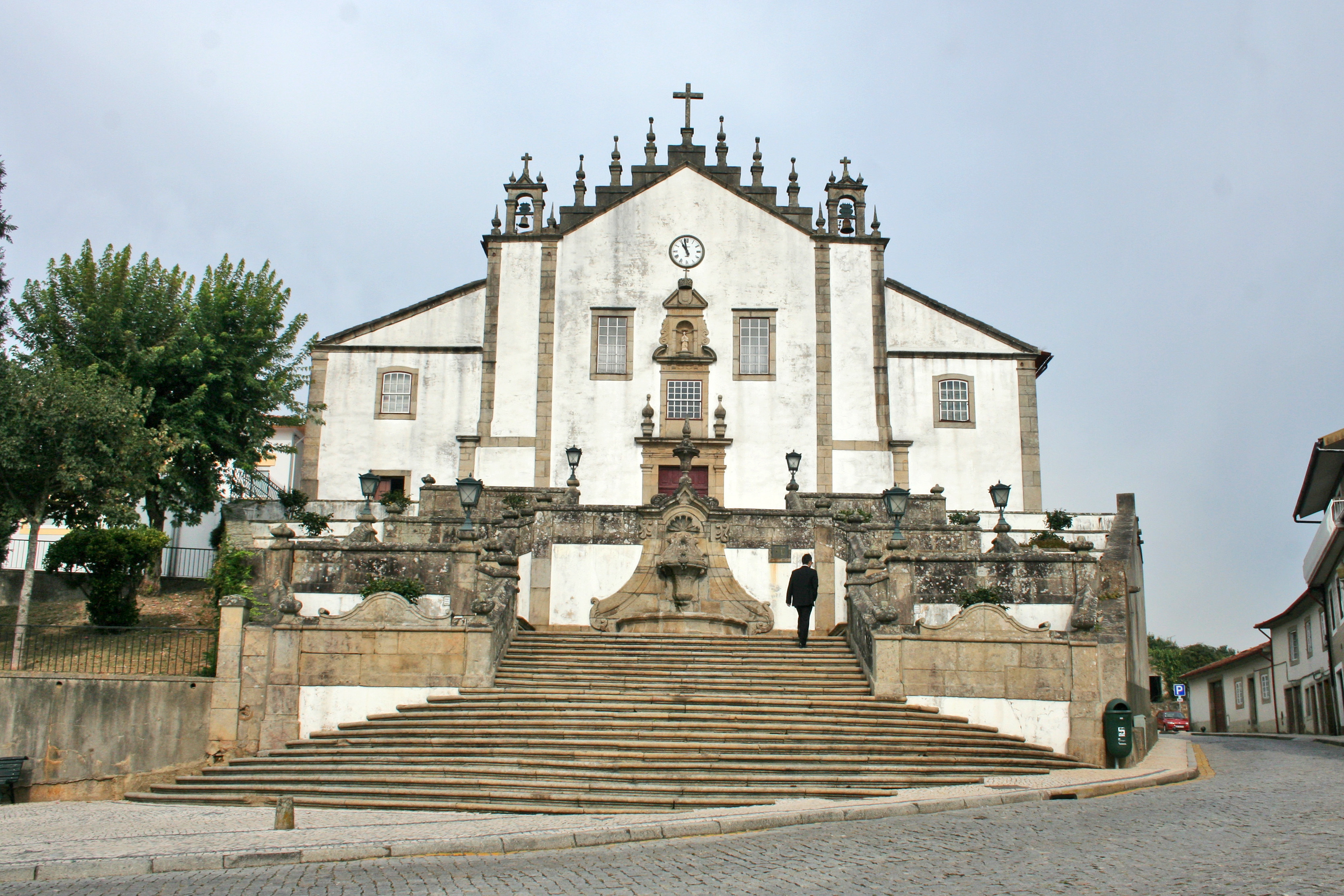
Kyrkan Igreja da Misericórdia
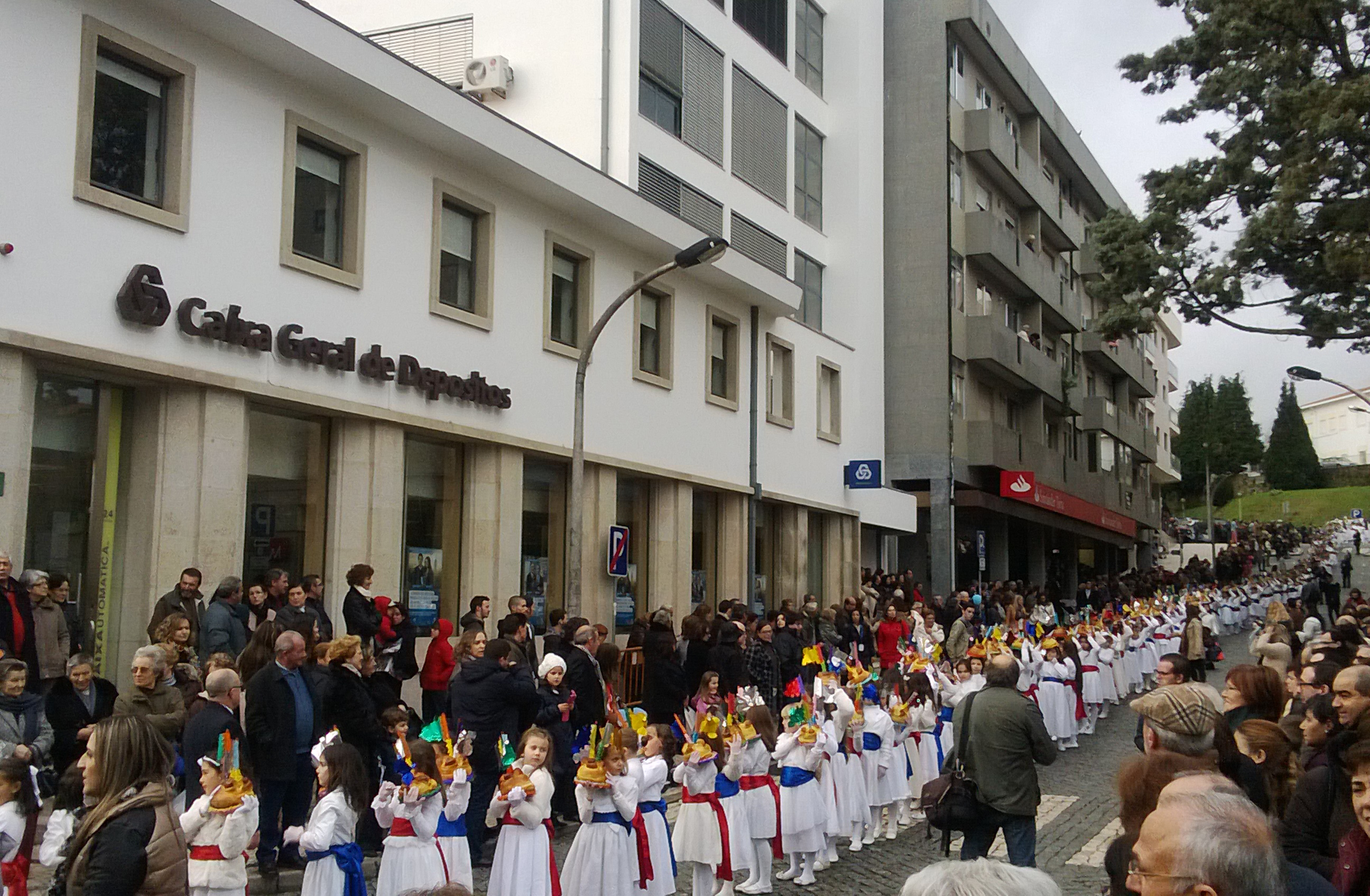
Festa das Fogaceiras